# 凱澤冰原島峰
77°36′S 145°55′W / 77.600°S 145.917°W
凱澤冰原島峰（英語：Keyser Nunatak）是南極洲的冰原島峰，位於瑪麗伯德地，屬於海恩斯山脈的一部分，海拔高度605米，美國地質調查局根據測量和該國海軍的空中照片繪入地圖，現時由南極條約體系管理。